# Maihingen
Maihingen è un comune tedesco di 1 229 abitanti, situato nel land della Baviera.